# Monte Scorluzzo

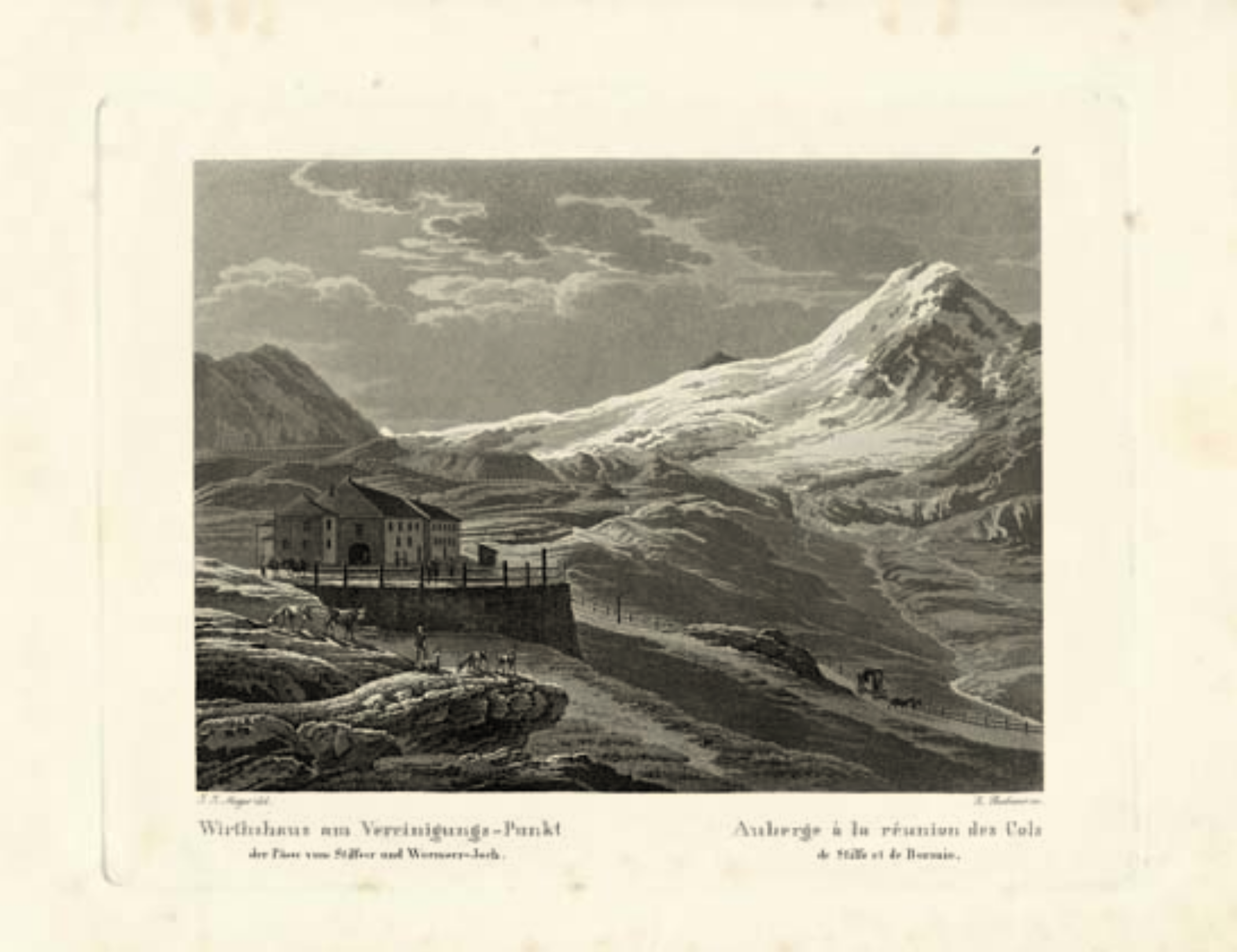
Il monte Scorluzzo (sulla destra) raffigurato da Johann Jakob Meyer nel 1831.

Il Monte Scorluzzo è alto 3.094 m s.l.m., sovrasta a destra il passo dello Stelvio e fa parte del comune di Valdisotto. Importante la storia del monte durante la prima guerra mondiale, in passato ospitò una pista da sci di velocità.

## Storia
Tra il 6 e l’8 giugno 1915 alcuni reparti dell’esercito austro-ungarico attaccarono il monte Scorluzzo, nei pressi del passo dello Stelvio. L’Italia era entrata solo da pochi giorni nella Prima guerra mondiale, e il grosso dei suoi sforzi militari era concentrato più a est, sull’Isonzo, perciò lo Scorluzzo era presidiato soltanto da un’esigua guarnigione di alpini. Dopo brevi combattimenti gli austro-ungarici conquistarono la vetta, approfittando di un errore di valutazione degli italiani, che si lasciarono sfuggire il punto più alto della zona e il più vantaggioso dal punto di vista strategico.
Dopodiché, un piccolo contingente austro-ungarico venne incaricato di costruire un ricovero scavando nella roccia della montagna. A oltre tremila metri di quota, i soldati allestirono una baracca di legno incastonata in una grotta artificiale. Lì trascorsero tre inverni dormendo sulla paglia, con coperte sottili, a temperature di circa 30 gradi sotto zero, fino a quando non terminò la guerra. A quel punto venne abbandonato e per un secolo, da allora, rimase completamente sommerso dal ghiaccio.
Solamente tra il 2017 e il 2020 un gruppo di volontari del Museo della Guerra Bianca di Temù (Brescia), in collaborazione con il Parco nazionale dello Stelvio, ha recuperato e smantellato il ricovero in ogni sua minima parte, in un’operazione lunga e complessa che è durata quattro estati e che dovrebbe portare alla ricostruzione integrale del ricovero in un’altra sede.